# Honeywell H316 - Kitchen computer
Honeywell H316 - Kitchen computer (H316 - Kitchen computer) је кућни рачунар фирме Honeywell који је почео да се производи у Сједињеним Америчким Државама током 1969. године.
```
RAM
 меморија рачунара је имала капацитет од 4 
 (магнетска језгра), прошириво до 16 KB. 
```

## Детаљни подаци
Детаљнији подаци о рачунару H316 - Kitchen computer су дати у табели испод.
|                       |                                          |
| [ 1 ]                 |                                          |
| Произвођач            |                                          |
| Тип                   | кућни рачунар                            |
| Меморија              | 4 (магнетска језгра), прошириво до 16 KB |
| Поријекло             | Сједињене Америчке Државе                |
| Година                | 1969                                     |
| Тастатура             | прекидачи и тастери                      |
| Процесор              | непознато                                |
| Фреквенција процесора | 2,5                                      |
| RAM                   | 4 (магнетска језгра), прошириво до 16 KB |
| ROM                   | непознато                                |
| Текст                 | непознато                                |
| Графика               |                                          |
| Боја                  |                                          |
| Звук                  | тонски генератор                         |
| Димензије             | 150 фунти                                |
| Портови               |                                          |
| Оперативни систем     |                                          |